# Vendelino di Treviri
Vendelino, in tedesco Wendelin (554 circa – 617), fu un eremita tedesco, forse di origini scozzesi o irlandesi, oggetto di una ampia devozione in area germanica. È venerato santo dalla Chiesa cattolica e viene commemorato il 21 ottobre.

## Biografia
Ci sono pochissime informazioni precise su questo santo. Le prime biografie (una in latino e due in tedesco), sono apparse solo dopo il 1417. Una leggenda irlandese tramanda che sarebbe stato un monaco, ma di questo non ci sono conferme. A creare ancora più nebbia intorno a questo personaggio c'è da dire che il nome "Wendelin" potrebbe significare "errante" o "pellegrino", in antico tedesco. 
La storia raccontata è che Wendelin era il figlio di un re scozzese o irlandese. Dopo una giovinezza trascorsa piamente, lasciò in segreto la sua casa per fare un pellegrinaggio a Roma. Sulla via del ritorno si stabilì da eremita a Westrich nella diocesi di Treviri (di cui, secondo la tradizione, sarebbe poi stato vescovo).
Quando un ricco possidente lo criticò per la sua vita oziosa, passò al suo servizio come pastore, ma poi un miracolo obbligò il proprietario del terreno a permettergli di tornare alla sua solitudine. Si racconta infatti che Wendelin spesso portava il suo gregge in cima al monte per pregare in silenzio. Una volta che il suo padrone lo vide lassù, si arrabbiò perché non poteva immaginare che Wendelin avrebbe avuto il tempo per tornare a casa prima del tramonto col gregge. Tuttavia, quando il padrone arrivò a casa scoprì che il pastore e il suo gregge erano già lì. Rendendosi conto che si trattava di un miracolo di Dio, concesse a Wendelin di realizzare il suo più grande desiderio e gli lasciò costruire una propria cella eremitica nelle vicinanze della fattoria.
Wendelin poi costituì una società di eremiti da cui nacque l'abbazia di Tholey in Saarland. Sarebbe stato anche consacrato abate intorno al 597, secondo le leggende posteriori; tuttavia Tholey fu apparentemente fondata come organo collegiale solo nel 630: da ciò si capisce quanto poco affidabili siano i biografi tardivi delle Vitae di san Vendelino.

## Culto

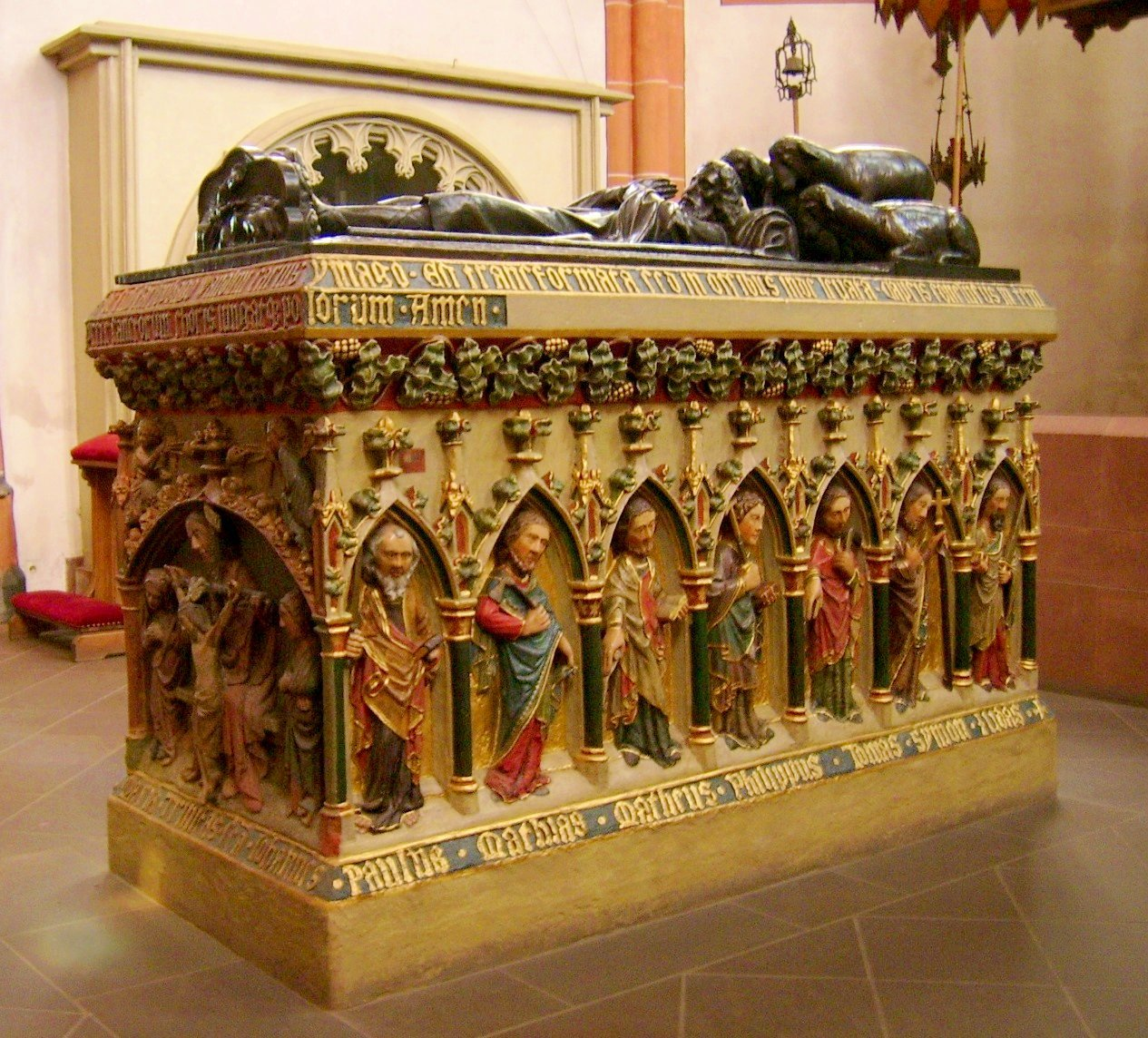
Il sarcofago di Wendelin nella Basilica a lui dedicata a St. Wendel

Wendelin fu sepolto nella sua cella, e una cappella fu costruita sopra la tomba. La cittadina di Sankt Wendel è poi cresciuto nelle vicinanze. L'intercessione del santo era potente in tempi di pestilenze e malattie contagiose tra il bestiame. Quando nel 1320 si è diffusa la peste, attraverso l'intercessione del santo, Baldwin, arcivescovo di Treviri ricostruì la cappella del santo. Il successore di Baldwin, Boemondo II, costruì l'attuale bellissima chiesa gotica, dedicata nel 1360, nella quale furono trasferite le reliquie del santo. Dal 1506 esse riposano in un sarcofago di pietra.
Il culto di san Wendelin si è sviluppato rapidamente nell'area germanica: furo edificate numerose chiese e cappelle a lui dedicate nelle regioni della Renania-Palatinato, Saarland e in Alsazia-Lorena. Con l'esodo del 1800, gli abitanti del bacino del Reno portarono con loro il culto del santo ed è così che troviamo parrocchie col suo nome persino in Ohio, Sud Africa e in Cina.
San Wendelin è menzionato nel Martirologio Romano al 21 ottobre: "Nei pressi di Treviri in Austrasia, nel territorio dell'odierna Germania, san Vendelino, eremita".
Wendelin è il santo patrono della gente di campagna e dei pastori ed è molto venerato in Germania, Austria e Svizzera; nella diocesi di Treviri la sua festa si osserva il 22 ottobre.
Egli è rappresentato nell'arte come un giovane, o come un uomo barbuto, con la borsa di un pastore e un libro in una mano e un bastone da pastore nell'altra; dietro di lui agnelli, bovini e suini che pascolano, mentre una corona e uno scudo sono posti ai suoi piedi.